# Songbanyu
Songbanyu is een bestuurslaag in het regentschap Gunung Kidul van de provincie Jogjakarta, Indonesië. Songbanyu telt 3244 inwoners (volkstelling 2010).